# أرمين أليسيفيتش
أرمين أليسيفيتش (6 مارس 1994 بغلروس في سويسرا - ) هو لاعب كرة قدم سويسري في مركز الدفاع. لعب مع نادي زيورخ.

## روابط خارجية
- أرمين أليسيفيتش على موقع الاتحاد الأوربي (الإنجليزية)
- أرمين أليسيفيتش على موقع قاعدة بيانات كرة القدم.إي يو (الإنجليزية)
- أرمين أليسيفيتش على موقع Soccerway.com (الإنجليزية)
- أرمين أليسيفيتش على موقع AS.com (الإسبانية)